# World Tour w siatkówce plażowej 1992
World Tour w siatkówce plażowej 1992 rozgrywany pod egidą FIVB w czterech krajach. Są to również pierwsze rozgrywki World Tour dla kobiet, które rozegrały turnieje w dwóch krajach. Wśród mężczyzn ponownie triumfowała para Sinjin Smith - Randy Stoklos, dla których było to czwarte, a zarazem ostatnie mistrzostwo w cyklu World Tour. W kobiecym turnieju najlepszymi plażowymi siatkarkami okazały się Karolyn Kirby oraz Nancy Reno.

## Zawody

### Mężczyźni
| Turniej                                            | 1 miejsce                         | 2 miejsce                       | 3 miejsce                               | 4 miejsce                    |
| -------------------------------------------------- | --------------------------------- | ------------------------------- | --------------------------------------- | ---------------------------- |
| Japan Open Enoshima, Japonia 28 - 30 lipca         | Paulao Moreira Paulo Emilio Silva | Mark Eller Todd Schaefer        | Jean-Philippe Jodard Christian Penigaud | Andy Burdin Julien Prosser   |
| Spain Open Almeria, Hiszpania 12 - 15 sierpnia     | Sinjin Smith Randy Stoklos        | Eduardo Garrido Roberto Moreira | Andrè Lima Guilherme Marques            | Jan Kvalheim Bjørn Maaseide  |
| Italian Open Lignano, Włochy 18 - 23 sierpnia      | Paulao Moreira Paulo Emilio Silva | Eduardo Garrido Roberto Moreira | Scott Friederichsen Tim Walmer          | Aloizio Claudino José Loiola |
| Brazil Open Rio De Janeiro, Brazylia 9 - 14 lutego | Adam Johnson Kent Steffes         | Eduardo Bacil José Loiola       | Sinjin Smith Randy Stoklos              | Roberto Lopes Franco Neto    |

### Kobiety
| Turniej                                            | 1 miejsce                | 2 miejsce                       | 3 miejsce                            | 4 miejsce                           |
| -------------------------------------------------- | ------------------------ | ------------------------------- | ------------------------------------ | ----------------------------------- |
| Spain Open Almeria, Hiszpania 12 - 15 sierpnia     | Karolyn Kirby Nancy Reno | Linda Chisholm Angela Rock      | Roseliane dos Santos Roseli Ana Timm | Isabel Barroso Salgado Jackie Silva |
| Brazil Open Rio De Janeiro, Brazylia 9 - 14 lutego | Karolyn Kirby Nancy Reno | Mônica Rodrigues Adriana Samuel | Jackie Silva Karina                  | Linda Chisholm Liz Masakayan        |